# Animax Portugal
Animax (アニマックス, Animakkusu) foi um canal português cuja programação era composta por conteúdos dedicados ao setor juvenil, tais como animes, séries, reality shows e programas sobre filmes e videojogos. Operando sob a marca internacional Animax, de origem japonesa, foi o primeiro canal no mundo dedicado somente à exibição de animes, embora alguns Animax que ainda existem já transmitam também programas de imagem real. Os seus acionistas incluem Sony, Sunrise, Toei Animation, TMS Entertainment e Nihon Ad Systems. Atualmente, o canal está presente no Japão, Taiwan, Hong Kong, Coreia do Sul, Sudeste Asiático, Alemanha, Roménia, República Checa, Eslováquia, Hungria, Índia, Canadá e EUA. Desde 2011, a Sony Pictures Entertainment tem lançado, em diversos países da Europa Central, um spin-off do canal AXN chamado AXN Spin, que partilha a identidade visual e o género de programas emitidos pelo Animax noutras regiões.

## História

### Início erebranding
Em Portugal e Espanha, o Animax começou por ser um bloco de programação do AXN, chamado Zona Animax, que se iniciou a 20 de outubro de 2007 e terminou em setembro do ano seguinte. A sua estreia como canal independente deu-se no dia 12 de abril de 2008, em substituição do canal extinto: Locomotion. Em 26 de abril de 2009, o canal sofreu uma alteração de imagem e programação, contando com um novo logotipo e a saída de vários animes, que tinham estado na base da sua criação, dando lugar a mais programas ocidentais. Porém, muitos dos programas que haviam saído foram repostos na grelha durante os meses seguintes. Mesmo assim, estas alterações não trouxeram os resultados desejados, o que levou à extinção do canal.

### Extinção
Em fevereiro de 2011 foi anunciada a intenção da Sony Pictures Television International de realizar uma alteração significativa no Animax, passando pela mudança de nome, identidade e programação. A partir do dia 15 de abril, começou a ser exibido no canal um vídeo promocional que dava a conhecer o nome do seu sucessor, AXN Black, e a data da sua estreia, 9 de maio. Este foi apresentado à imprensa no dia 4 e, no dia 9, por volta das 09h00, o Animax terminou as suas emissões em Portugal, tornando-se esta a terceira região no mundo a abolir o canal, após a África do Sul, em 31 de outubro de 2009, e a América Latina, em 1 de maio de 2011. Nestes locais, o Animax foi substituído pelo Sony Max e pelo Sony Spin, respectivamente. Segundo o noticiado pela imprensa, o AXN Black fará, no futuro, a sua expansão para outros territórios europeus.